# Liste der Nummer-eins-Hits in den USA
Die Liste der Nummer-eins-Hits in den Vereinigten Staaten basiert auf den Auswertungen der Zeitschrift Billboard, und zwar auf den Hot-100-Singles-Charts, die am 4. August 1958 zum ersten Mal erschienen. Diese stellen eine Kombination von Verkaufs- und Airplay-Hitparade dar. Die Berechnung und die Kriterien für die darin aufgenommenen Lieder haben sich im Lauf der Zeit stark verändert und den Marktveränderungen angepasst. Zu beachten ist, dass anders als zum Beispiel bei den deutschen oder englischen Charts bei Tonträgern mit mehreren Titeln (Doppel-A-Seiten, EPs) jedes Lied einzeln gelistet wird, da sie zwar dieselben Verkaufszahlen, aber unterschiedliche Rundfunkeinsätze aufweisen.
Die Listen vor der Hot 100 (also bis einschließlich Juli 1958) nennen die Spitzenreiter der verschiedenen Charts, die in den jeweiligen Jahren in Billboard veröffentlicht wurden, nämlich nach Verkaufszahlen, nach Radio- und (bis 1957) nach Jukeboxeinsätzen, sowie (ab November 1955) eine Kombination der drei, die Top 100, einen Vorläufer der Hot 100.
Für die Nummer-eins-Alben wurden die Top-200-Album-Charts ausgewertet. Diese sind reine Verkaufscharts.

## Künstler mit den meisten Nummer-eins-Hits in den Vereinigten Staaten
Für alle Rekorde, siehe Rekorde in den Billboard Hot 100
Diese Liste beinhaltet alle Künstler nach Anzahl ihrer Nummer-eins-Hits absteigend, die sich mit mindestens dreizehn Singles an der Spitze der US-amerikanischen Singlecharts platzieren konnten, sowie eine detaillierte Auflistung derer Nummer-eins-Erfolge in chronologischer Reihenfolge. Bei gleicher Titelanzahl sind die Künstler alphabetisch aufgeführt.
- 20:  The Beatles
- 19:  Mariah Carey
- 17:  Elvis Presley
- 14:  Rihanna
- 13:  Drake,  Michael Jackson

The Beatles

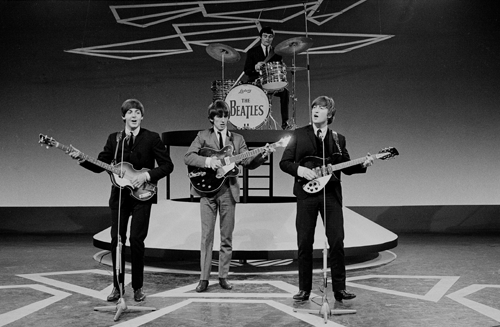
The Beatles haben insgesamt 20 Nummer-eins-Hits im Zeitraum von 1964 bis 1970 in den Billboard Hot 100

Die Musikgruppe The Beatles erreichte mit folgenden 20 Liedern den ersten Platz der jeweiligen Chartliste in den Vereinigten Staaten:
1. 1964 – I Want to Hold Your Hand (7 Wochen; 1. Februar – 14. März)
2. 1964 – She Loves You (2 Wochen; 21. März – 28. März)
3. 1964 – Can’t Buy Me Love (5 Wochen; 4. April – 2. Mai)
4. 1964 – Love Me Do (1 Woche; 30. Mai)
5. 1964 – A Hard Day’s Night (2 Wochen; 1. August – 8. August)
6. 1964 – I Feel Fine (3 Wochen; 26. Dezember 1964 – 9. Januar 1965)
7. 1965 – Eight Days a Week (2 Wochen; 13. März – 20. März)
8. 1965 – Ticket to Ride (1 Woche; 22. Mai)
9. 1965 – Help! (3 Wochen; 4. September – 18. September)
10. 1965 – Yesterday (4 Wochen; 9. Oktober – 30. Oktober)
11. 1966 – We Can Work It Out (3 Wochen; 8. Januar – 15. Januar und 29. Januar)
12. 1966 – Paperback Writer (2 Wochen; 25. Juni und 9. Juli)
13. 1967 – Penny Lane (1 Woche; 18. März)
14. 1967 – All You Need Is Love (1 Woche; 19. August)
15. 1967 – Hello, Goodbye (3 Wochen; 30. Dezember 1967 – 13. Januar)
16. 1968 – Hey Jude (9 Wochen; 28. September – 23. November)
17. 1969 – Get Back (Billy Preston: – 5 Wochen; 24. Mai – 21. Juni)
18. 1969 – Come Together (1 Woche; 29. November)
19. 1970 – Let It Be (2 Wochen; 11. April – 18. April)
20. 1970 – The Long and Winding Road (2 Wochen; 13. Juni – 20. Juni)

→ Hauptartikel: The Beatles/Diskografie
Mariah Carey

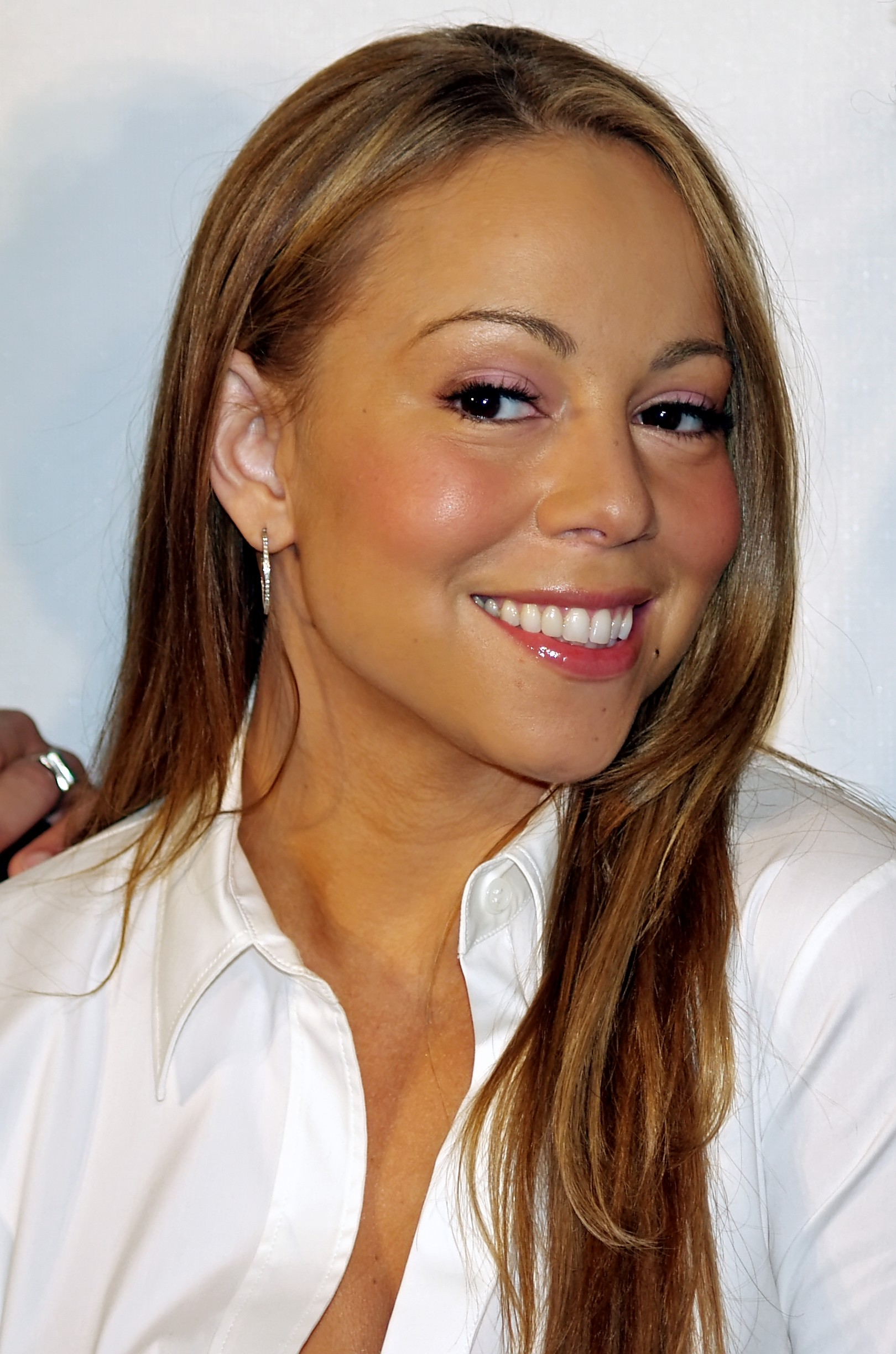
Mariah Carey hat insgesamt 19 Nummer-eins-Hits im Zeitraum von 1990 bis 2019 in den Billboard Hot 100

Mariah Carey erreichte mit folgenden 19 Liedern den ersten Platz der jeweiligen Chartliste in den Vereinigten Staaten:
1. 1990 – Vision of Love (4 Wochen; 4. August – 25. August)
2. 1990 – Love Takes Time (3 Wochen; 10. November – 24. November)
3. 1991 – Someday (2 Wochen; 9. März – 16. März)
4. 1991 – I Don’t Wanna Cry (2 Wochen; 25. Mai – 1. Juni)
5. 1991 – Emotions (3 Wochen; 12. Oktober – 26. Oktober)
6. 1992 – I’ll Be There (2 Wochen; 20. Juni – 27. Juni)
7. 1993 – Dreamlover (8 Wochen; 11. September – 30. Oktober)
8. 1993 – Hero (4 Wochen; 25. Dezember 1993 – 15. Januar 1994)
9. 1995 – Fantasy (8 Wochen; 30. September – 18. November)
10. 1995 – One Sweet Day (16 Wochen; 2. Dezember 1995 – 16. März 1996; mit Boyz II Men)
11. 1996 – Always Be My Baby (2 Wochen; 4. Mai – 11. Mai)
12. 1997 – Honey (3 Wochen; 13. September – 27. September)
13. 1998 – My All (1 Woche; 23. Mai – 29. Mai)
14. 1999 – Heartbreaker (2 Wochen; 9. Oktober – 16. Oktober; mit Jay-Z)
15. 2000 – Thank God I Found You (1 Woche; 19. Februar; mit Joe & 98 Degrees)
16. 2005 – We Belong Together (14 Wochen; 4. Juni – 25. Juni und 9. Juli – 10. September)
17. 2005 – Don’t Forget About Us (2 Wochen; 31. Dezember 2005 – 13. Januar 2006)
18. 2008 – Touch My Body (2 Wochen; 12. April – 25. April)
19. 2019 – All I Want for Christmas Is You (14 Wochen; 15. Dezember 2019 – 4. Januar 2020, 13. Dezember – 19. Dezember, 27. Dezember 2020 – 2. Januar 2021, 19. Dezember 2021 – 8. Januar 2022, 11. Dezember 2022 – 7. Januar 2023 und 17. Dezember – 30. Dezember)

→ Hauptartikel: Mariah Carey/Diskografie
Elvis Presley

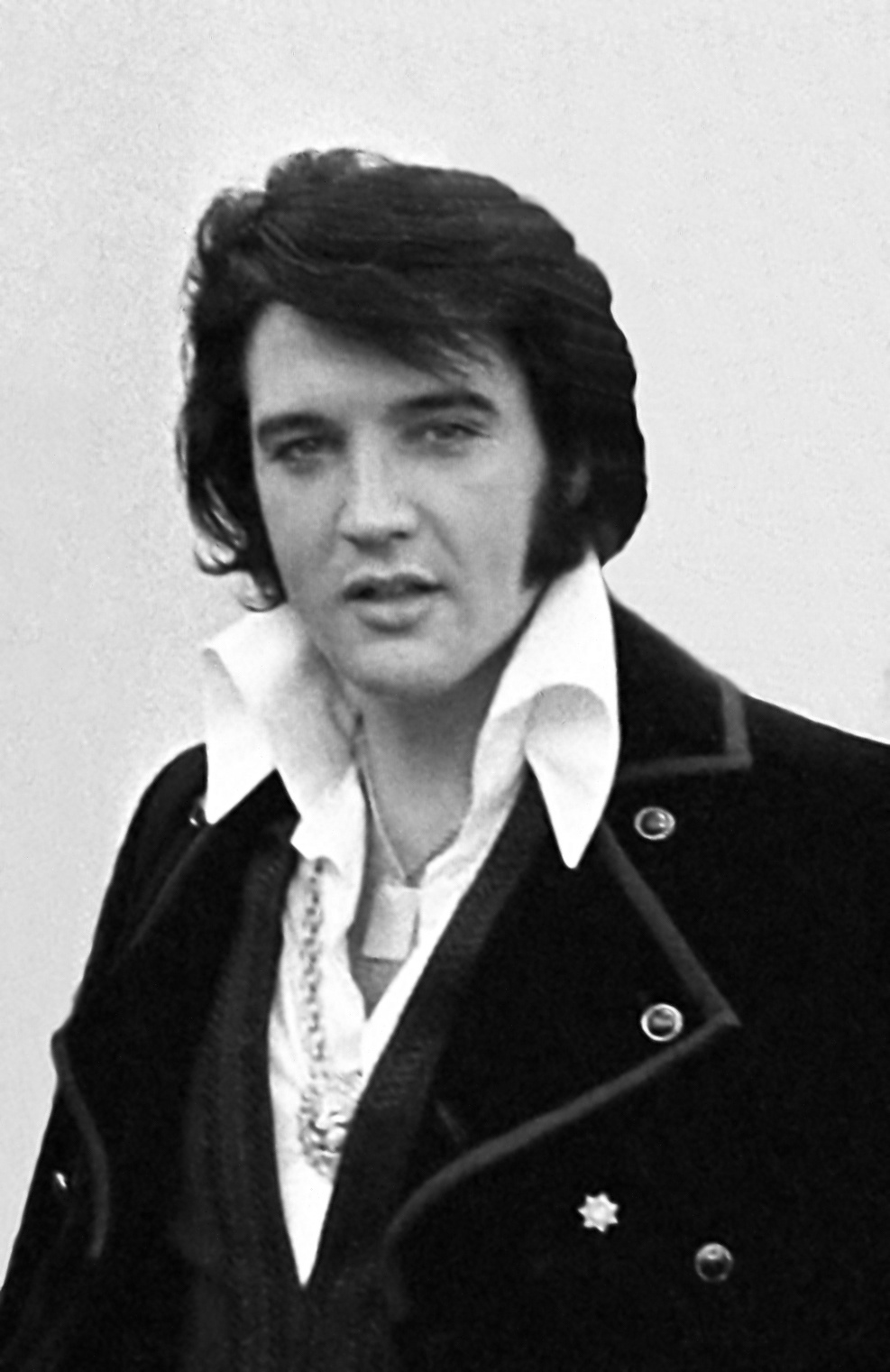
Elvis Presley hat insgesamt 17 Nummer-eins-Hits im Zeitraum von 1956 bis 1969 in den Billboard Hot 100

Elvis Presley erreichte mit folgenden 17 Liedern den ersten Platz der jeweiligen Chartliste in den Vereinigten Staaten:
1. 1956 – Heartbreak Hotel (8 Wochen; 21. April – 9. Juni)
2. 1956 – I Want You, I Need You, I Love You (1 Woche; 28. Juli)
3. 1956 – Hound Dog/Don’t Be Cruel (11 Wochen; 18. August – 27. Oktober)
4. 1956 – Love Me Tender (5 Wochen; 3. November – 1. Dezember)
5. 1957 – Too Much (3 Wochen; 9. Februar – 23. Februar)
6. 1957 – All Shook Up (8 Wochen; 23. April – 27. Mai)
7. 1957 – (Let Me Be Your) Teddy Bear (7 Wochen; 8. Juli – 19. August)
8. 1957 – Jailhouse Rock/Treat Me Nice (7 Wochen; 21. Oktober – 25. November und 16. Dezember)
9. 1958 – Don’t/I Beg of You (5 Wochen; 10. Februar – 10. März)
10. 1958 – Hard Headed Woman/Don’t Ask Me Why (2 Wochen; 21. Juli – 28. Juli)
11. 1959 – A Big Hunk o’ Love (2 Wochen; 10. August – 17. August)
12. 1960 – Stuck on You (4 Wochen; 25. April – 16. Mai)
13. 1960 – It’s Now or Never (5 Wochen; 15. August – 12. September)
14. 1961 – Are You Lonesome Tonight? (6 Wochen; 28. November 1960 – 2. Januar 1961)
15. 1961 – Surrender (2 Wochen; 20. März – 27. März)
16. 1962 – Good Luck Charm (2 Wochen; 21. April – 28. April)
17. 1969 – Suspicious Minds (1 Woche; 1. November)

→ Hauptartikel: Elvis Presley/Diskografie
Rihanna

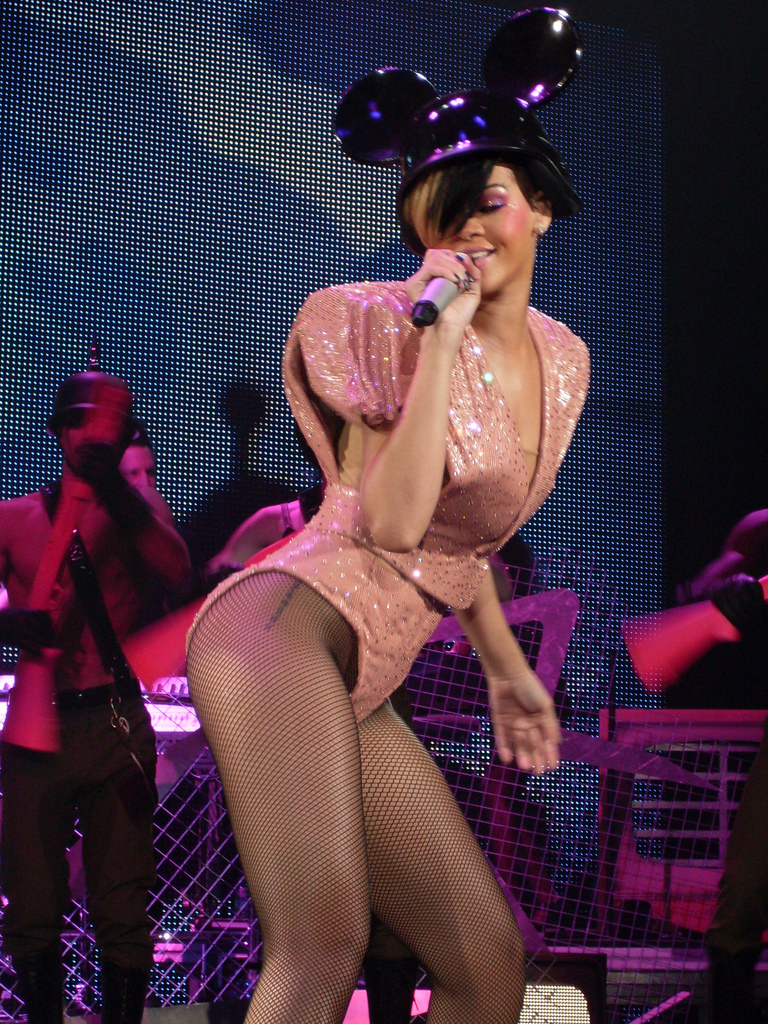
Rihanna hat insgesamt 14 Nummer-eins-Hits im Zeitraum von 2006 bis 2016 in den Billboard Hot 100

Rihanna erreichte mit folgenden 14 Liedern den ersten Platz der jeweiligen Chartliste in den Vereinigten Staaten:
1. 2006 – SOS (3 Wochen; 13. Mai – 2. Juni)
2. 2007 – Umbrella (7 Wochen; 9. Juni – 27. Juli; feat. Jay-Z)
3. 2008 – Take a Bow (1 Woche; 24. Mai – 30. Mai)
4. 2008 – Disturbia (2 Wochen; 23. August – 5. September)
5. 2008 – Live Your Life (6 Wochen; 18. Oktober – 24. Oktober, 15. November – 12. Dezember & 20. Dezember – 26. Dezember; T.I. feat. Rihanna)
6. 2010 – Rude Boy (5 Wochen; 27. März – 30. April)
7. 2010 – Love the Way You Lie (7 Wochen; 31. Juli – 17. September; Eminem feat. Rihanna)
8. 2010 – What’s My Name? (1 Woche; 20. November – 26. November; feat. Drake)
9. 2010 – Only Girl (In the World) (1 Woche; 4. Dezember – 10. Dezember)
10. 2011 – S&M (1 Woche; 30. April – 6. Mai; feat. Britney Spears)
11. 2011 – We Found Love (10 Wochen; 3. November 2011 – 6. Januar 2012 & 21. Januar – 3. Februar; feat. Calvin Harris)
12. 2012 – Diamonds (3 Wochen; 1. Dezember – 21. Dezember)
13. 2013 – The Monster (4 Wochen; 21. Dezember 2013 – 17. Januar 2014; Eminem feat. Rihanna)
14. 2016 – Work (9 Wochen; 28. Februar – 30. April; feat. Drake)

→ Hauptartikel: Rihanna/Diskografie
Drake

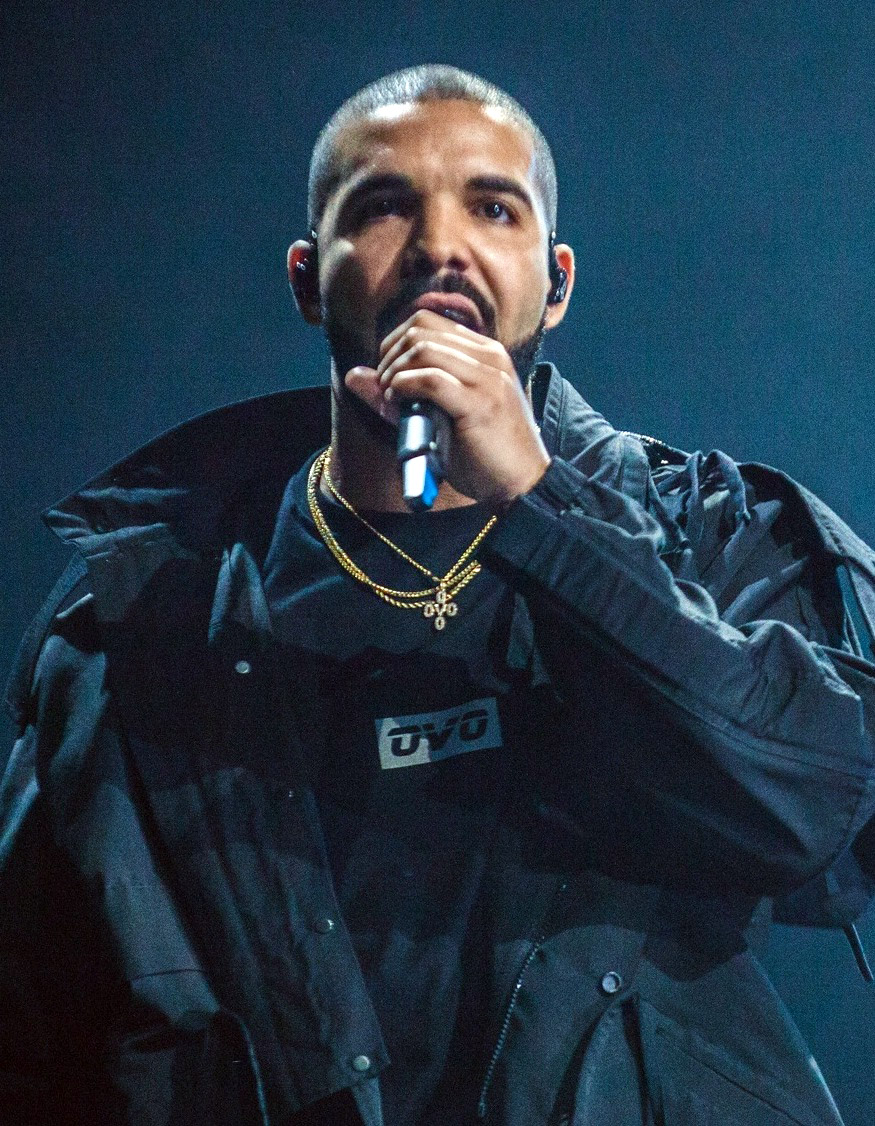
Rihanna hat insgesamt 13 Nummer-eins-Hits im Zeitraum von 2010 bis 2023 in den Billboard Hot 100

Drake erreichte mit folgenden 13 Liedern den ersten Platz der jeweiligen Chartliste in den Vereinigten Staaten:
1. 2010 – What’s My Name? (1 Woche; 20. November – 26. November; Rihanna feat. Drake)
2. 2016 – Work (9 Wochen; 28. Februar – 30. April; Rihanna feat. Drake)
3. 2016 – One Dance (10 Wochen; 15. Mai – 21. Mai, 29. Mai – 30. Juli; feat. Wizkid & Kyla)
4. 2018 – God’s Plan (11 Wochen; 28. Januar – 14. April)
5. 2018 – Nice for What (8 Wochen; 15. April – 12. Mai, 27. Mai – 9. Juni, 17. Juni – 23. Juni, 8. Juli – 14. Juli)
6. 2018 – In My Feelings (10 Wochen; 15. Juli – 22. September)
7. 2020 – Toosie Slide (1 Woche; 12. April – 18. April)
8. 2021 – What’s Next (1 Woche; 14. März – 20. März)
9. 2021 – Way 2 Sexy (1 Woche; 12. September – 18. September; feat. Future & Young Thug)
10. 2022 – Wait for U (1 Woche; 8. Mai – 14. Mai; Future feat. Drake & Tems)
11. 2022 – Jimmy Cooks (1 Woche; 26. Juni – 2. Juli; feat. 21 Savage)
12. 2023 – Slime You Out (1 Woche; 24. September – 30. September; feat. SZA)
13. 2023 – First Person Shooter (1 Woche; 15. Oktober – 21. Oktober; feat. J. Cole)

→ Hauptartikel: Drake (Rapper)/Diskografie
Michael Jackson

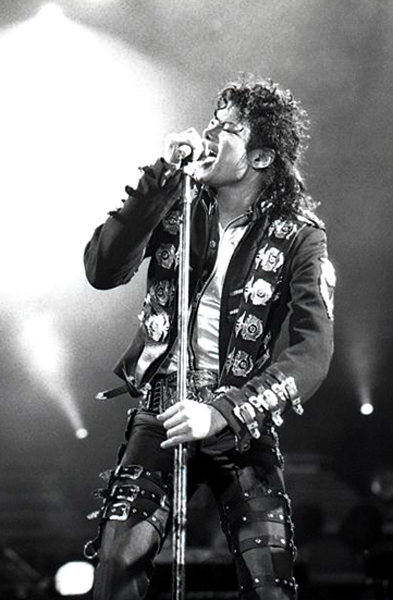
Michael Jackson hat insgesamt 13 Nummer-eins-Hits im Zeitraum von 1972 bis 1995 in den Billboard Hot 100

Michael Jackson erreichte mit folgenden 13 Liedern den ersten Platz der jeweiligen Chartliste in den Vereinigten Staaten:
1. 1972 – Ben (1 Woche; 14. Oktober – 20. Oktober)
2. 1979 – Don’t Stop ’Til You Get Enough (1 Woche; 13. Oktober – 19. Oktober)
3. 1980 – Rock with You (4 Wochen; 19. Januar – 15. Februar)
4. 1983 – Billie Jean (7 Wochen; 5. März – 22. April)
5. 1983 – Beat It (3 Wochen; 30. April – 20. Mai)
6. 1983 – Say Say Say (6 Wochen; 10. Dezember 1983 – 20. Januar 1984; mit Paul McCartney)
7. 1987 – I Just Can’t Stop Loving You (1 Woche; 19. September – 25. September; mit Siedah Garrett)
8. 1987 – Bad (2 Wochen; 24. Oktober – 6. November)
9. 1988 – The Way You Make Me Feel (1 Woche; 23. Januar – 29. Januar)
10. 1988 – Man in the Mirror (2 Wochen; 26. März – 8. April)
11. 1988 – Dirty Diana (1 Woche; 2. Juli – 8. Juli)
12. 1991 – Black or White (7 Wochen; 7. Dezember 1991 – 24. Januar 1992)
13. 1995 – You Are Not Alone (1 Woche; 2. September – 8. September)

→ Hauptartikel: Michael Jackson/Diskografie

## „Dauerbrenner“
In der nachfolgenden Statistik sind Künstler und Titel aufgeführt, die über einen sehr langen Zeitraum von mindestens zehn Wochen den ersten Platz der US-Charts mit demselben Titel erreichten.

### 31 Wochen
- Bing Crosby – White Christmas (31. Oktober 1942 – 28. Mai 1943)

### 19 Wochen
- Lil Nas X feat. Billy Ray Cyrus – Old Town Road (Remix) (7. April – 17. August 2019)
- Shaboozey – A Bar Song (Tipsy) (7. Juli – 13. Juli, 21. Juli – 26. Oktober und 3. November – 30. November 2024)

### 18 Wochen
- Mariah Carey – All I Want for Christmas Is You (15. Dezember 2019 – 4. Januar 2020, 13. Dezember – 19. Dezember, 27. Dezember 2020 – 2. Januar 2021, 19. Dezember – 8. Januar 2022, 11. Dezember 2022 – 7. Januar 2023, 17. Dezember – 30. Dezember 2023 und 8. Dezember 2024 – 4. Januar 2025)

### 16 Wochen
- Mariah Carey & Boyz II Men – One Sweet Day (2. Dezember 1995 – 16. März 1996)
- Luis Fonsi & Daddy Yankee feat. Justin Bieber – Despacito (21. Mai – 9. September 2017)
- Morgan Wallen – Last Night (12. März – 18. März, 9. April – 22. April, 30. April – 8. Juli, 16. Juli – 22. Juli und 6. August – 19. August 2023)

### 15 Wochen
- Harry Styles – As It Was (10. April – 16. April, 24. April – 7. Mai, 29. Mai – 25. Juni, 3. Juli – 23. Juli und 28. August – 1. Oktober 2022)

### 14 Wochen
- Whitney Houston – I Will Always Love You (28. November 1992 – 27. Februar 1993)
- Boyz II Men – I’ll Make Love to You (27. August – 26. November 1994)
- Los del Río – Macarena (3. August – 2. November 1996)
- Elton John – Candle in the Wind ’97 (11. Oktober 1997 – 10. Januar 1998)
- Mariah Carey – We Belong Together (4. Juni – 25. Juni und 9. Juli – 10. September 2005)
- The Black Eyed Peas – I Gotta Feeling (11. Juli – 16. Oktober 2009)
- Mark Ronson feat. Bruno Mars – Uptown Funk! (11. Januar – 18. April 2015)

### 13 Wochen
- Artie Shaw – Frenesi (21. Dezember 1940 – 14. März und 22. März – 28. März 1941)
- Gordon Jenkins & the Weavers – Goodnight, Irene (19. August – 17. November 1950)
- Boyz II Men – End of the Road (15. August – 13. November 1992)
- Brandy & Monica – The Boy Is Mine (6. Juni – 29. August 1998)
- Kendrick Lamar feat. SZA – Luther (23. Februar – 24. Mai 2025)

### 12 Wochen
- Tommy Dorsey – I’ll Never Smile Again (27. Juli – 18. Oktober 1940)
- The Mills Brothers – Paper Doll (6. November 1943 – 28. Januar 1944)
- Ted Weems – Heartaches (15. März – 6. Juni 1948)
- Toni Braxton – Un-Break My Heart (7. Dezember 1996 – 15. Februar 1997)
- Puff Daddy feat. Faith Evans & 112 – I’ll Be Missing You (14. Juni – 23. August 1997)
- Santana feat. Rob Thomas – Smooth (23. Oktober 1999 – 8. Januar 2000)
- Eminem – Lose Yourself (9. November 2002 – 25. Januar 2003)
- Usher feat. Ludacris & Lil Jon – Yeah! (28. Februar – 15. Mai 2004)
- The Black Eyed Peas – Boom Boom Pow (18. April – 11. Juli 2009)
- Robin Thicke feat. T.I. & Pharrell – Blurred Lines (22. Juni – 13. September 2013)
- Wiz Khalifa feat. Charlie Puth – See You Again (19. April 2015 – 18. Juli 2015)
- The Chainsmokers feat. Halsey – Closer (28. August – 19. November 2016)
- Ed Sheeran – Shape of You (22. Januar – 28. Januar und 12. Februar – 29. April 2017)

### 11 Wochen
- Vaughn Monroe – (Ghost) Riders in the Sky: A Cowboy Legend (14. Mai – 23. Juli 1949)
- Anton Karas – Harry Lime Theme (29. April – 14. Juli 1950)
- Johnnie Ray – Cry (29. Dezember 1951 – 14. März 1952)
- Elvis Presley – Hound Dog/Don’t Be Cruel (18. August – 27. Oktober 1956)
- All-4-One – I Swear (21. Mai – 30. Juli 1994)
- Destiny’s Child – Independent Women (18. November 2000 – 27. Januar 2001)
- Drake – God’s Plan (28. Januar – 14. April 2018)
- Roddy Ricch – The Box (12. Januar – 28. März 2020)

### 10 Wochen
- Jimmy Dorsey – Amapola (Pretty Little Poppy) (29. März – 6. Juni 1941)
- Glenn Miller – Moonlight Cocktail (28. Februar – 8. Mai 1942)
- Vaughn Monroe – Ballerina (13. Dezember 1947 – 20. Februar 1948)
- Percy Faith & His Orchestra – Song from „Moulin Rouge“ (16. Mai – 24. Juli 1953)
- Kitty Kallen – Little Things Mean a Lot (29. Mai – 6. August 1954)
- Olivia Newton-John – Physical (21. November 1981 – 23. Januar 1982)
- Santana feat. The Product G&B – Maria Maria (8. April – 10. Juni 2000)
- Ashanti – Foolish (20. April – 22. Juni 2002)
- Nelly feat. Kelly Rowland – Dilemma (17. August – 28. September und 19. Oktober – 2. November 2002)
- Kanye West feat. Jamie Foxx – Gold Digger (17. September – 19. November 2005)
- Beyoncé – Irreplaceable (16. Dezember 2006 – 23. Februar 2007)
- Flo Rida feat. T-Pain – Low (5. Januar – 14. März 2008)
- Rihanna feat. Calvin Harris – We Found Love (3. November 2011 – 6. Januar 2012 & 21. Januar – 3. Februar 2012)
- Pharrell Williams – Happy (2. März 2014 – 10. Mai 2014)
- Adele – Hello (8. November 2015 – 16. Januar 2016)
- Drake – One Dance (15. Mai – 21. Mai und 29. Mai – 30. Juli 2016)
- Drake – In My Feelings (15. Juli – 22. September 2018)
- BTS – Butter (30. Mai – 17. Juli, 25. Juli – 7. August und 5. September – 11. September 2021)
- Adele – Easy on Me (24. Oktober – 20. November, 28. November – 18. Dezember 2021 und 9. Januar – 29. Januar 2022)

## Meiste Wochen auf Platz 1
- Mariah Carey (80 Wochen)
- Elvis Presley (79 Wochen)
- Rihanna (60 Wochen)
- The Beatles (54 Wochen)
- Drake (50 Wochen)
- Usher (47 Wochen)

## Deutschsprachiger Nummer-eins-Hit
- Falco – Rock Me Amadeus, 1986, 3 Wochen

## Deutsche Künstler mit Nummer-eins-Hits
| Singles (7) | Alben (4) |
| --- | --- |
| - Bert Kaempfert – Wonderland by Night, 1961, 3 Wochen - Silver Convention – Fly, Robin, Fly, 1975, 3 Wochen - Milli Vanilli – Baby Don’t Forget My Number, 1989, 1 Woche - Milli Vanilli – Blame It on the Rain, 1989, 2 Wochen - Milli Vanilli – Girl I’m Gonna Miss You, 1989, 2 Wochen - Omi – Cheerleader (Felix Jaehn Remix), 2015 - Sam Smith feat. Kim Petras – Unholy, 2022, 1 Woche | - Crazy Otto – Crazy Otto, 1955, 2 Wochen - Bert Kaempfert – Wonderland By Night, 1961, 5 Wochen - Milli Vanilli – Girl You Know It's True, 1989, 8 Wochen - Elton John, Tim Rice & Hans Zimmer – The Lion King (O.S.T.), 1994, 9 Wochen |

## Österreichische Künstler mit Nummer-eins-Hits
| Singles (2)                                                            | Alben (0) |
| ---------------------------------------------------------------------- | --------- |
| - Anton Karas – Harry Lime Theme, 1950 - Falco – Rock Me Amadeus, 1986 |           |

## Künstler, die sich selbst auf Platz eins ablösten
- 1941: Jimmy Dorsey – Amapola (Pretty Little Poppy) → My Sister and I
- 1941: Jimmy Dorsey – My Sister and I → Maria Elena
- 1941: Jimmy Dorsey – Green Eyes (Aquellos Ojos Verdes) → Blue Champagne
- 1941: Glenn Miller – Chattanooga Choo Choo → Elmer’s Tune
- 1941: Glenn Miller – Elmer’s Tune → Chattanooga Choo Choo
- 1942: Glenn Miller – Chattanooga Choo Choo → A String of Pearls
- 1942: Glenn Miller – A String of Pearls → Moonlight Cocktail
- 1944: Bing Crosby – My Dreams Are Getting Better All the Time → Sentimental Journey
- 1945: Les Brown – I'll Be Seeing You → Swinging on a Star
- 1949: Frankie Laine – That Lucky Old Sun → Mule Train
- 1951: Tony Bennett – Because of You → Cold Cold Heart
- 1954: Rosemary Clooney – Hey There → This Ole House
- 1964: The Beatles – I Want to Hold Your Hand → She Loves You
- 1964: The Beatles – She Loves You → Can’t Buy Me Love
- 1994: Boyz II Men – I’ll Make Love to You → On Bended Knee
- 1997: Puff Daddy – I’ll Be Missing You → Mo Money Mo Problems
- 2002: Ja Rule – Always on Time → Ain’t It Funny (Murder Remix)
- 2002: Nelly – Hot in Herre → Dilemma
- 2004: OutKast – Hey Ya! → The Way You Move
- 2004: Usher – Yeah → Burn
- 2004: Usher – Burn → Confessions, Part II
- 2008: T.I. – Whatever You Like → Live Your Life
- 2009: The Black Eyed Peas – Boom Boom Pow → I Gotta Feeling
- 2014: Taylor Swift – Shake It Off → Blank Space
- 2015: The Weeknd – Can’t Feel My Face → The Hills
- 2016: Justin Bieber  – Sorry → Love Yourself
- 2017: Justin Bieber  – I’m the One → Despacito (Remix)
- 2018: Drake – God’s Plan → Nice for What
- 2018: Drake – Nice for What → In My Feelings
- 2021: BTS – Butter → Permission to Dance

## Sonstiges
- Lady Gaga hatte mit ihrem Lied Born This Way vom 26. Februar bis zum 8. April 2011 den 1000. Nummer-eins-Hit in den Vereinigten Staaten.
- Nur zwei Künstlern gelang es bisher die ersten drei Plätze der Hot 100 gleichzeitig einzunehmen: The Beatles vom 28. März bis 10. April 1964 und Ariana Grande vom 23. Februar bis 1. März 2019.
- Mit der Chartausgabe vom 28. Dezember 2019 bis 3. Januar 2020 schaffte es Mariah Carey bisher als einzige Künstlerin überhaupt, in vier verschiedenen Jahrzehnten mindestens einen Nummer-eins-Hit vorzuweisen (1990er, 2000er, 2010er und 2020er Jahre).